# Minaret d'Eger
Le minaret d'Eger (en hongrois : egri minaret) est l'un des trois minarets ottomans de Hongrie, situé dans le centre-ville d'Eger en face de l'église Saint-Sébastien. Désormais surplombé d'une croix en fer forgé, il s'agit du dernier vestige de la mosquée Kethüda.